# Осиповка (Ишимбайский район)
Осиповка (Буденя) — деревня в Ишимбайском районе Башкортостана, входит в состав Скворчихинского сельсовета.

## История
Книга Памяти Республики Башкортостан (т. 21. Уфа. «Китап».2000) упоминает погибшего в Афганистане советского солдата: "Юрий Иванович Коржуков, 1965 г. р., урож. д. Осиповка Ишимбаиского р-на, п/п 51863 рядовой, погиб 11.08.85 г., похоронен: Башкирская АССР, г. Ишимбай".

## Население
| 2002 | 2009 | 2010 |
| ---- | ---- | ---- |
| 20   | ↗23  | ↘21  |

## Географическое положение
Расположена по реке Будене, отсюда второе название. 
Расстояние до:
- районного центра (Ишимбай): 24 км,
- центра сельсовета (Скворчиха): 6 км,
- ближайшей ж/д станции (Салават): 42 км.

## Улицы
- Береговая
- Родниковая

## Образование
В Осиповке была школа, где преподавала будущая Блаженная Варвара Скворчихинская.

Рассказывает Н. А. Крыгина: «Мы жили на хуторе Слободка, а учились в поселке Буденя, ходили за 2,5 километра. Варвара Васильевна меня учила в 1-м классе, а во 2-м к нам прислали новую учительницу; она вошла в класс и говорит: „Я ваша новая учительница Клавдия Дмитриевна“. Варвара Васильевна стоит между двух рядов парт и молчит; а та продолжает: „Сейчас мы будем изучать революционные песни“. Как она запевала, я не помню, но только помню, пели: „Вставай, проклятьем заклейменный…“. Мы пели, а Варвара Васильевна повернулась к нам лицом: „Ну, дети, до свиданья“, — поклонилась и ушла из класса. Больше она к нам не приходила, а мы все её жалели, она такая добрая была, хорошо все объясняла. Плакали мы крепко, даже сейчас жалко»— http://www.eparhia-ufa.ru/?holy/var
.

## Достопримечательности
- Татьяновский пруд, образованный запруживанием р. Будени при впадении в р. Тайрук.

## Знаменитые жители
Жила Блаженная Варвара Скворчихинская (Варвара Васильевна Архангельская) (1890—1966).